# Vejdæmning
En vejdæmning er en vej eller jernbane anlagt på en dæmning (jordvold), ofte over vand eller fugtige områder.

## Eksempler
- Rømødæmningen
- Hindenburgdæmningen
- Virksunddæmningen

| Veje og vejanlæg | Spire Denne artikel om veje eller vejanlæg er en spire som bør udbygges. Du er velkommen til at hjælpe Wikipedia ved at udvide den. |